# Bencomia brachystachya
Bencomia brachystachya är en rosväxtart som beskrevs av Eric R.Svensson Sventenius. Bencomia brachystachya ingår i släktet Bencomia och familjen rosväxter. IUCN kategoriserar arten globalt som akut hotad. Inga underarter finns listade i Catalogue of Life.

## Bildgalleri

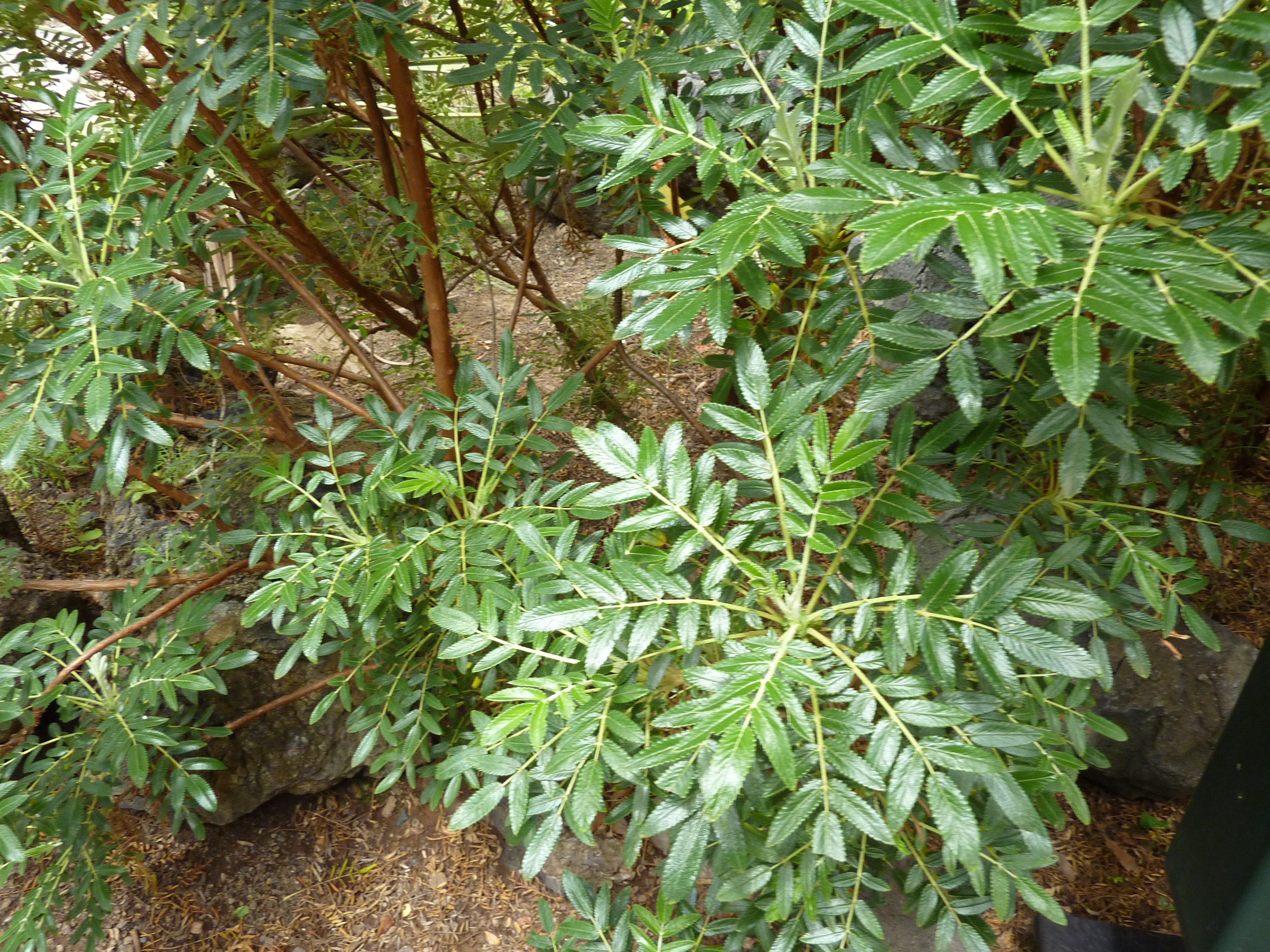